# Scott Campbell (hockeista su ghiaccio 1972)
Scott Campbell (Glasgow, 22 gennaio 1972) è un ex hockeista su ghiaccio canadese naturalizzato britannico.

## Palmarès
- Ice Hockey Superleague: 1

Sheffield Steelers: 1996-1997
- Campionato italiano: 1

Merano: 1998-1999
- British National League: 1

Guildford Flames: 2000-2001